# Sonatrach
Sonatrach (acronyme de « Société nationale pour la recherche, la production, le transport, la transformation, et la commercialisation des hydrocarbures ») est une entreprise pétrolière et gazière algérienne. Elle fut créée le 31 décembre 1963. C'est un acteur majeur de l'industrie pétrolière surnommé la major africaine. Sonatrach est classée première entreprise d'Afrique.

## Histoire

### 1963-1971
Sonatrach est créée le 31 décembre 1963, avec pour objectif principal le transport et la commercialisation des hydrocarbures et se déployer progressivement dans les autres segments de l'activité pétrolière.
En 1964, Sonatrach lance la construction du premier oléoduc algérien OZ1, d'une longueur de 805 km, il relie Haoud El Hamra à Arzew. Début de la grande aventure dans le gaz, en mettant en service le premier complexe de liquéfaction de gaz naturel GL4Z Compagnie algérienne du méthane liquéfié (Camel), d'une capacité de traitement de 1,8 milliard m3 de gaz par an.
En 1965, la première campagne sismique de recherche d'hydrocarbures est lancée par Sonatrach avec l'implantation de 3 forages. En 1966, l'oléoduc OZ1, ouvrage d'une grande portée stratégique, est mis en service. Il permet d'augmenter les capacités de production et d'acheminement des hydrocarbures de près de 30 %. Les missions de la Sonatrach, limitées à la gestion des pipelines et à la commercialisation, sont élargies à la recherche, à la production et à la transformation des hydrocarbures. Sonatrach devient la société nationale de recherche, production, transport, transformation et commercialisation des hydrocarbures et de leurs dérivés.
En 1967, l'Algérie se lance dans un processus de nationalisation des activités de raffinage et de distribution, au terme duquel Sonatrach est à la tête de la distribution des produits pétroliers sur le marché national et inaugure la première station-service aux couleurs de l’entreprise. Première découverte de pétrole à El Borma (Hassi Messaoud Est). Sonatrach devient majoritaire (à plus de 50 %) dans le transport terrestre des hydrocarbures en Algérie, elle crée ses sociétés de services et détient le monopole dans la commercialisation du gaz. Sonatrach se lance aussi dans la réalisation d’une usine d'ammoniac et prévoit la construction d'un complexe de produits pétrochimiques à Skikda et l'aménagement d'un port méthanier.
En 1968, un développement sur toute la chaine des hydrocarbures, Sonatrach multiplie ses découvertes de pétrole, découverte de gaz à Gassi EL Adem, au sud Est de Hassi Messaoud. Sonatrach est autorisée à transporter des hydrocarbures gazeux en provenance du gisement d'Hassi R'Mel et des zones productrices algériennes, à travers le gazoduc Hassi R'Mel–Skikda.
En 1969, l'entreprise débute les premières opérations d'exploitation pétrolière par ses propres moyens sur le champ d'El Borma.

### 1971-2000
La nationalisation des hydrocarbures est décidée par l'Algérie le 24 février 1971. Elle inscrit cette compagnie nationale des hydrocarbures dans une nouvelle dynamique des objectifs portant sur l'extension à toutes les activités et installations gazières et pétrolières et l'atteinte de la maîtrise de toute la chaîne des hydrocarbures. Cette année-là est aussi marquée par l'acquisition du premier méthanier baptisé au nom du gisement d'Hassi R'Mel.
En 1972, la mise en service du complexe de liquéfaction de gaz naturel GL1K à Skikda, d'une capacité de production de 6,5 millions m3 par an de GNL, 170 000 tonnes par an d'éthane, 108 400 tonnes par an de propane, 92 600 tonnes par an de butane, 60 250 tonnes par an de gazoline et des postes de chargement de 2 méthaniers d'une capacité de 50 000 à 70 000 m3. La mise en service de la Raffinerie d'Arzew, d'une capacité de production de 2 400 000 tonnes par an de carburants, 70 000 tonnes par an de bitumes, 55 000 tonnes par an de lubrifiants et 110 000 tonnes par an de GPL.
En 1973, la mise en service du complexe de séparation de GPL GP2Z, d'une capacité de production de 600 000 tonnes par an de GPL. En 1974, la capacité de production du gisement de Hassi R'mel est portée à 14 milliards m3 de gaz naturel et 2 400 000 tonnes de condensat stabilisé. En 1975, découverte du gisement de pétrole de Mereksen.
En 1976, la mise en service de deux unités de transformation des matières plastiques, une à Sétif et l'autre à Chlef. En 1977, un plan d'investissement qui propulse l'Algérie au rang de grand pays pétroliers avec la diversification de ses activités. Le plan « Valhyd » (Valorisation des Hydrocarbures) est lancé. Il a pour objectif, l'accroissement des taux de production de pétrole et de gaz, la récupération des gaz associés au pétrole, la production maximale de GPL et de condensat, la commercialisation du gaz naturel, la substitution de produits finis au brut à l'exportation, la satisfaction des besoins du marché national en produits raffinés.
En 1978, la mise en service du Module 1 de Hassi R'Mel, avec une capacité de production de 18 milliards m3 par an de gaz et 3 millions de tonnes par an de condensat et la mise en service du complexe de liquéfaction GL1Z à Arzew, d'une capacité de production de 17,5 millions m3 par an de GNL.
En 1979, la mise en service du Module 2 de Hassi R'Mel, avec une capacité de production de 20 milliards m3 par an de gaz, 4 millions de tonnes par an de condensat et 880 000 tonnes par an de GPL, achèvement des travaux du Module 4 de Hassi R'Mel, avec une capacité de production de 20 milliards m3 par an de gaz, 4 millions de tonnes par an de condensat et 880 000 tonnes par an de GPL.
En 1981, la mise en service du complexe de liquéfaction GL2Z à Bethioua, d'une capacité de traitement de 13 milliards m3 par an. En 1983, le gazoduc Enrico Mattei est mis en service pour alimenter l'Italie et la Slovénie via la Tunisie voisine, avec une capacité dépassant les 32 milliards m3 par an.
En 1996, la mise en place du gazoduc Afrique-Europe le Pedro Duran Farell qui approvisionne l'Espagne et le Portugal via le Maroc. Sa capacité est de plus de 11 milliards m3 de gaz par an.
En 1997, Attar Abelmadjid est nommé Directeur Général en remplacement de Zouioueche Nazim. Sonatrach est dotée d'un nouveau statut en 1998 avec à sa tête un Président Directeur Général, Attar Attar, confirmé à son poste par un décret présidentiel, et un conseil d'administration de 11 membres.

### Depuis 2000
Durant la première partie de 2010, la réputation de la compagnie est entachée par une affaire de corruption impliquant de hauts dirigeants. Le scandale provoque le renvoi du ministre de l'Énergie Chakib Khelil, dont la proposition de créer une OPEP pour le gaz avait également alarmé la communauté internationale.
Du 16 janvier 2013 au 19 janvier 2013, le complexe gazier de Tiguentourine, qui appartient à la compagnie britannique BP, à la compagnie norvégienne Statoil et à la Sonatrach est la cible d'une attaque sanglante perpétrée par « Les Signataires par le sang » un groupe armé islamiste dissidents d'Al-Qaida au Maghreb islamique. La prise d'otages d'In Amenas fera 37 morts chez les otages.

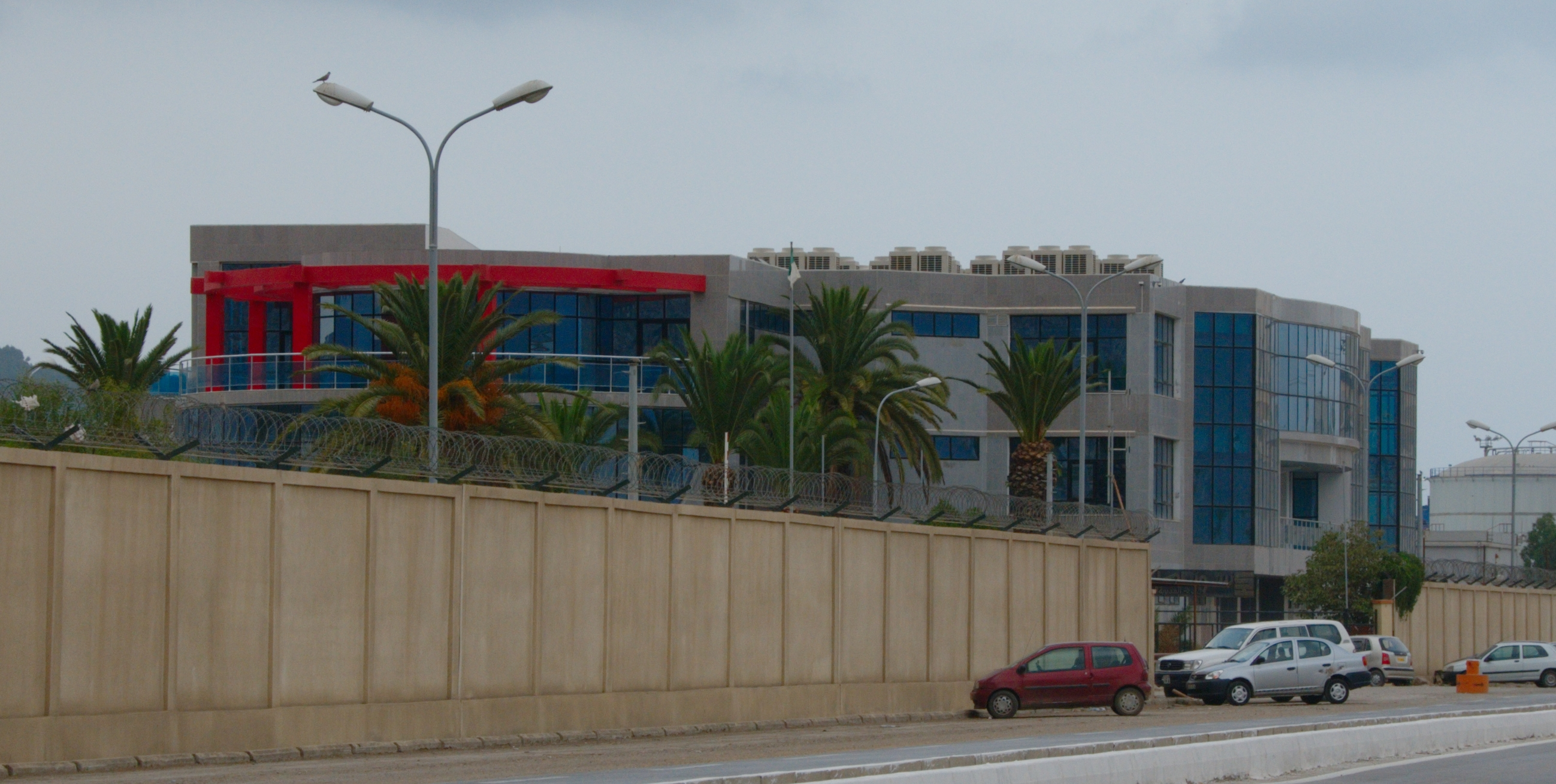
Siège de la Sonatrach à Béjaïa

En 2014, Sonatrach est la première entreprise à se lancer dans la production de gaz de schiste sur le sol algérien, à la suite de l'accord donné par le gouvernement le 21 mai 2014 concernant l'exploitation des hydrocarbures non conventionnels.
En juillet 2014, Abdelhamid Zerguine, le PDG est limogé. Il est remplacé Saïd Sahnoun à titre intérimaire. Le 24 mai 2015, Amine Mazouzi est nommé par le chef d'État algérien, président-directeur général de Sonatrach succédant ainsi à Saïd Sahnoun,. Le P-DG occupait depuis 2008, au sein de la Sonatrach, la fonction de directeur stratégie, planification et reporting.
Le 18 mars 2016, le site gazier de Krechba (Tamanrasset à 200 km au sud d'El Goléa) subit une attaque à la roquette tirée par un groupe terroriste. Aucune victime n'est à déplorer. Mais conformément à la procédure, les équipes de la Sonatrach ont suspendu la production momentanément. Elle reprendra le 19 mars atteignant 19,5 millions m3 alors qu'elle était de 18 millions avant l'attaque.
En juillet 2016, le groupe pétrolier français Total lance une procédure d'arbitrage contre Sonatrach à qui il reproche d'avoir rétroactivement modifié le partage des profits tirés du pétrole et du gaz dans les années 2000. Cette procédure d'arbitrage international a été, en effet, lancée pour contester la « taxe sur les profits exceptionnels » institués en 2006 à la faveur de la loi sur les hydrocarbures. « On a essayé de se mettre d'accord à l'amiable, on n'y arrive pas. Alors, on va en arbitrage », déclare le P-DG de Total, Patrick Pouyanné. Le groupe français est soutenu dans cette affaire par le groupe espagnol Repsol, son partenaire. Dès que le prix du baril dépasse 30 dollars, les majors pétroliers se sont vu réclamer un impôt supplémentaire allant de 5 % à 50 % de la valeur de la production, ce qui s'est concrètement traduit par des modifications unilatérales et rétroactives de leurs contrats.

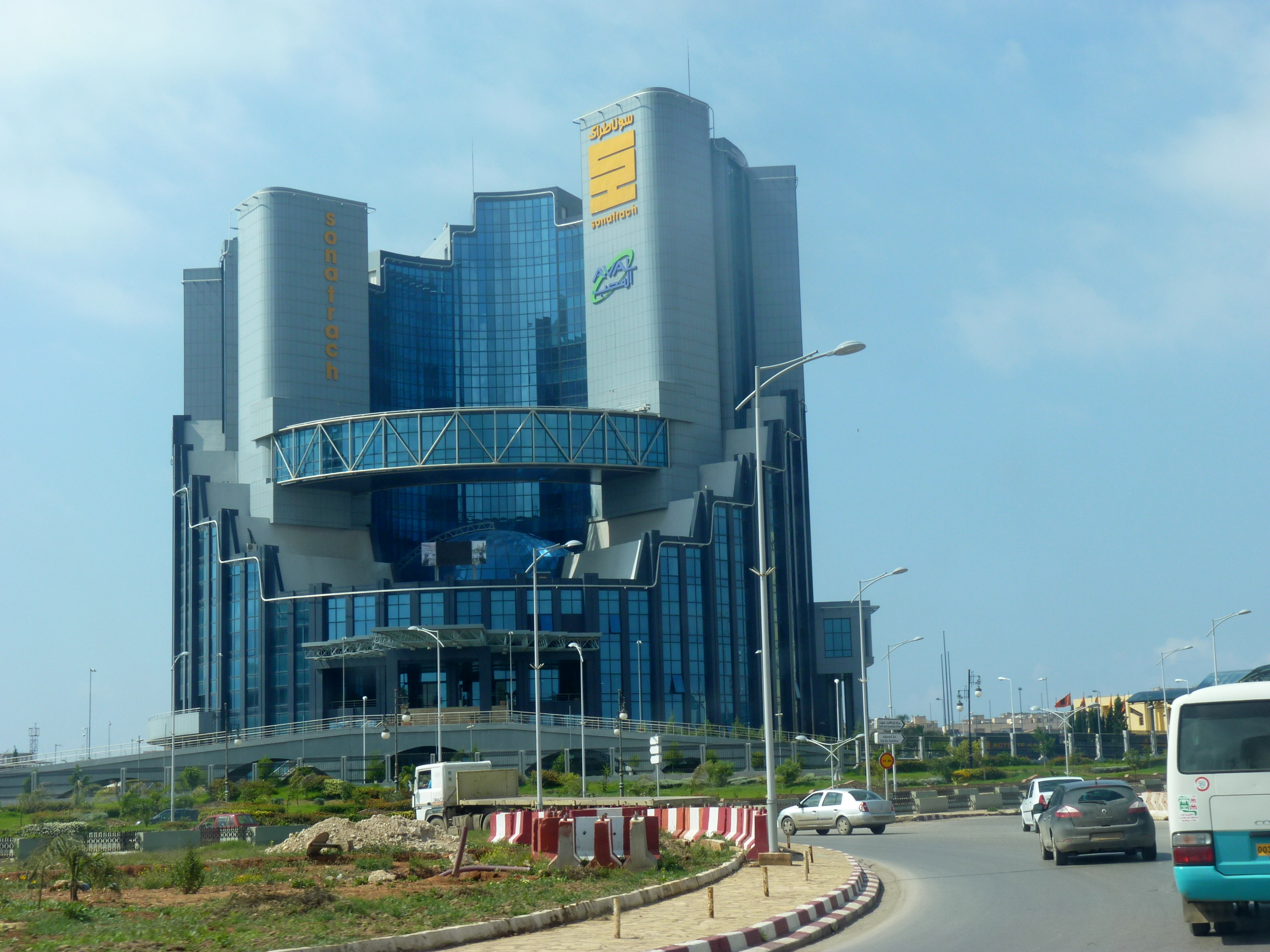
Siège de la Sonatrach activité Aval à Oran.

En mars 2016, la Sonatrach et le groupe italien ENI signent un accord pour l'exploration offshore de nouvelles ressources pétrolières et gazières.
Mais à la suite de mauvais résultats, le P-DG Amine Mazouzi est remplacé le 20 mars 2017 par Abdelmoumen Ould Kaddour. En effet, en mars 2017, Noureddine Boutarfa, le ministre algérien de l'Énergie, démet de ses fonctions le PDG de la Sonatrach Amine Mazouzi et nomme à sa place Abdelmoumen Ould Kaddour ancien P-DG de la Brown & Root Condor. Cette nomination essuiera quelques critiques et polémiques,. Le nouveau P-DG va vite tirer un bilan négatif de l'état de lieux de la Sonatrach : victime de sa bureaucratie, d'un organigramme inadéquat, des créances, d'une absence d’une stratégie à long terme, d'un nombre excessif des filiales. Le groupe n'est pas prêt, selon lui, à affronter un effondrement du pétrole. Il décide alors d'une réorganisation du groupe d'une manière «intelligente», de développer le gaz de schiste.
En septembre 2017, la direction de la Sonatrach annonce avoir signé un accord visant à consolider ses relations avec plusieurs compagnies étrangères dont la compagnie pétrolière américaine Anadarko, l'espagnol Cepsa, l'Italien Eni, le transporteur maritime danois Maersk, l'indonésien Pertamina et le canadien Talisman Energy,.
En décembre 2017, la direction de la Sonatrach annonce avoir signé un mémorandum avec le groupe italien ENI. Ce mémorandum est axé sur une entente sur les énergies renouvelables dans le but de chercher, trouver et développer des sites pour la réalisation d'unités de production d'énergie solaire.
En janvier 2018, la direction de Sonatrach annonce avoir signé avec la compagnie libyenne National Oil Corporation, un accord cadre dont le but est le renforcement de la coopération afin de gérer les gisements frontaliers d’hydrocarbures.
En mai 2018, Sonatrach annonce l'acquisition de la raffinerie d'Augusta et trois terminaux pétroliers en Italie, appartenant à Esso italiana, filiale du groupe pétrolier américain ExxonMobil,,.
En mai 2018, la direction de la société annonce qu'elle vient de signer un accord avec la compagnie pétrolière française Total afin de construire une usine de pétrochimie à Arzew. Ce projet de 1,5 milliard de dollars verra la mise en place d'une usine de déshydrogénation de propane (PDH) et une usine de production de polypropylène. Cependant, dès 2021 Sonatrach entame un processus de sélection vers des leaders mondiaux dans le domaine. Elle acquiert en 2024 100% des parts de la joint venture STEP polymers en rachetant les parts de Total et octroie ce contrat au consortium sino-britannique Petrofac-HQC.
Un partenariat est signé avec l'Italien Bonattia, l'Indonésien Pertamina et la société espagnole Talisman, a pour but la croissance des capacités de réinjection de gaz du champ pétrolier de Menzel Ledjmet nord.
Toujours en lien avec sa stratégie d’expansion à l'international, en octobre 2018 les médias annoncent que la société va signer un contrat avec Ronesans Endustri Tesisleri lnoaat Sanayi ve Ticaret et Bayegan, deux sociétés turques, afin de construire une unité de propylène en Turquie. La société algérienne aura 34 % de part dans l'unité.
En avril 2019, Abdelmoumen Ould Kaddour, alors P-DG du groupe depuis mars 2017, est limogé par Abdelkader Bensalah, le Chef de l’Etat par intérim,. Rachid Hachichi, qui était, jusque là, directeur de la production et de l’exploration de la société, est nommé à sa place.
Sonatrach inaugure un complexe pétrochimique en Turquie en septembre 2019, cela représente un investissement estimé à environ 1,4 milliard de dollars.
En 2019, l'avant-projet de loi de la nouvelle loi des hydrocarbures ne prévoit pas l'exploitation du gaz de schiste qui visiblement est abandonné au profit des énergies renouvelables.
En 2019, le groupe est sollicité par la compagnie libyenne National Oil Corporation pour augmenter sa production et intensifier la coopération entre les deux entreprises.
En novembre 2019, la direction de la compagnie annonce avoir signé un accord avec le groupe français Engie. Il s'agit d'accords moyen-long termes pour la vente en France de GNL.
Le 8 janvier 2020, Sonatrach signe un contrat de 3,7 milliards de dollars avec Tecnicas Reunidas et Samsung pour la réalisation d'une raffinerie de pétrole brut à conversion profonde d'une capacité de 5 millions de tonnes/an à Hassi-Messaoud.
En 2021, Sonatrach voit ses revenus à l'export augmenter de 75 % par rapport à 2020. Sur la même période, le chiffre d'affaires de la compagnie passe de 20 à 35 milliards de dollars, augmentant sa production de tonnes équivalent pétrole (TEP) de 176 à 185 millions d'euros.
En juillet 2022, Sonatrach annonce la signature d'un méga-contrat avec les Européens Eni et Total et avec l'Américain Occidental. Cet accord intervient dans un contexte où les pays occidentaux cherchent à moins dépendre du gaz russe, alors que le conflit en Ukraine persiste. Le contrat de partage de production, d'une valeur de 4 milliards d'euros, porte sur 25 années.
Le 2 novembre 2022, Sonatrach signe un mémorandum avec deux compagnies pétrolières sénégalaises, Petrosen Exploration & Production et Petrosen Trading & Services. Cette signature prévoit d'examiner les possibilités de coopération entre les deux pays dans les domaines de l'amont et l'aval des hydrocarbures.
En novembre 2022, Sonatrach annonce la signature de deux contrats avec les sociétés italiennes Tecnimont et Arkad. Le premier, d'une valeur de 400 millions d'euros, porte sur une usine d'extraction de GPL qui sera installée dans le Sahara algérien. Le second, d'une valeur de 171 millions d'euros, prévoit la construction d'une unité de compression basse pression, d’un réseau de collecte permettant le raccordement de 24 nouveaux puits producteurs à l’usine existante, ainsi que la refonte des installations actuelles.
En novembre 2022, Abdelmoumen Ould-Kaddour, PDG de 2017 à 2019, est condamné à 15 ans de prison ferme par la justice algérienne. Il était jugé dans le cadre de l'affaire du rachat de la raffinerie italienne d'Augusta où il est accusé de « dilapidation de fonds publics, abus de fonction et conflit d’intérêts et privilège d’un tiers dans un marché public ».
Sa peine est allégée à 10 ans de prison ferme lors de son procès en appel début avril 2023.
D'autres anciens membres du groupe sont aussi condamnés tels l'ex-vice-président du département Commercialisations, Ahmed El-Hachemi Mazighi, qui a piloté le projet de rachat et qui écope d'une amende d'un million de dinars. Ali Raissi, un ancien cadre écope de 3 ans de prison et Brahim Boumarouf, lui aussi jugé, a été acquitté. Dans cette affaire, il est reproché aux dirigeants de l'époque d'avoir racheté la raffinerie à un prix excessif (2,1 milliards de dollars) et de ne pas avoir attendu l'aval du conseil d'administration pour finaliser la transaction.
En avril 2023, Sonatrach indique avoir découvert six gisements d'hydrocarbures au cours du premier trimestre 2023. La direction espère doubler les exportations avant la fin de l'année 2023 pour répondre à la demande européenne.
Le 9 juillet 2023, Sonatrach signe un partenariat avec TotalEnergies qui se matérialise par deux contrats d'exploitation dans le but d'alimenter l'Europe et particulièrement la France en gaz.
Début octobre 2023, Rachid Hachichi est nommé au poste de PDG, en remplacement de Toufik Hakkar, dont les raisons du départ n'ont pas été évoquées.
Le 7 novembre 2023, Sonatrach annonce son retour en Libye, qu’elle avait quitté en 2014 en raison du « contexte sécuritaire » dans un pays qui a connu deux guerres civiles entre 2011 et 2020.
En août 2024, Sonatrach effectue son retour au Niger, un an après l'arrêt des activités à la suite du coup d'État au sein du pays.

## Activités

### Production d'hydrocarbures

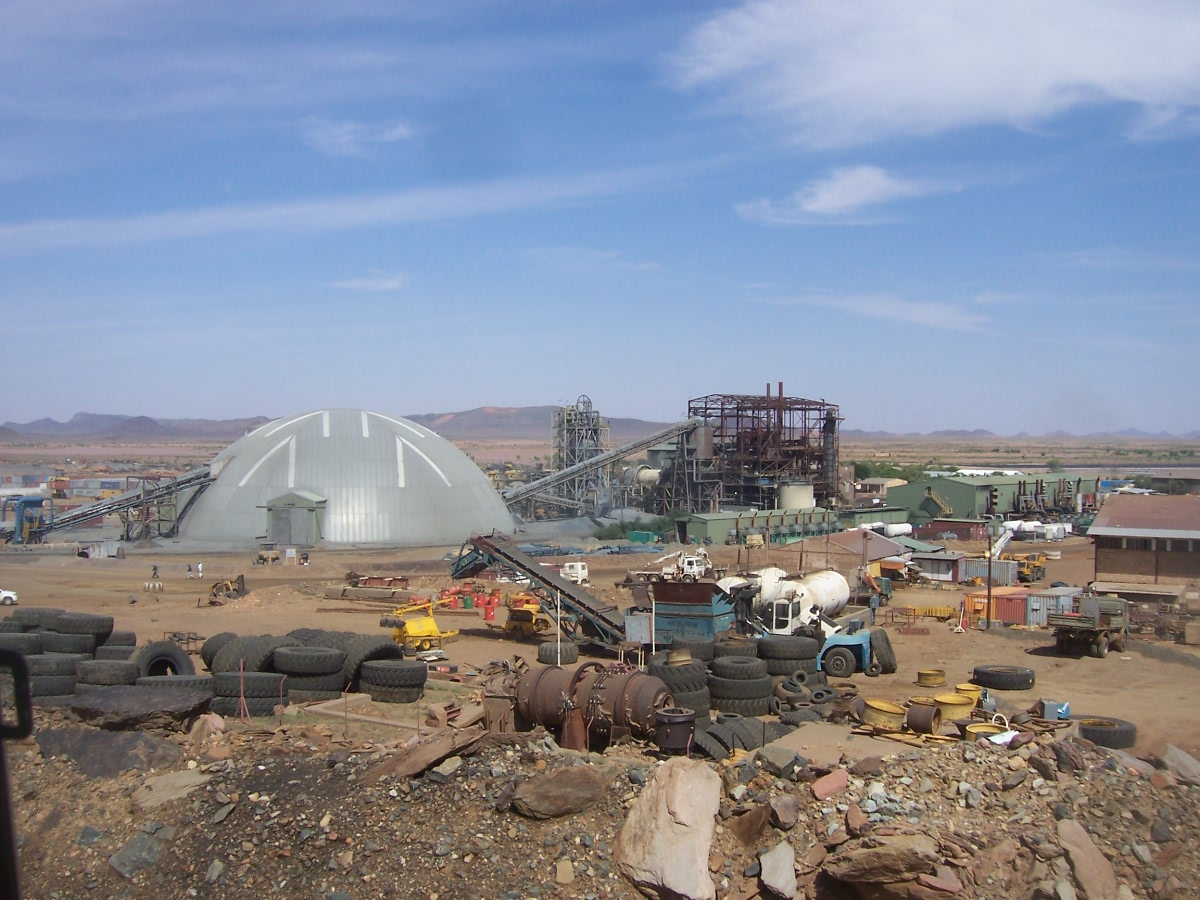
Sonatrach au nord du Mali

Le groupe pétrolier et gazier Sonatrach intervient dans l’exploration et la production, le transport par canalisation, la transformation et la commercialisation des hydrocarbures et de leurs dérivés. Sonatrach se développe également dans les activités de pétrochimie, de génération électrique, d’énergies nouvelles et renouvelables, de dessalement d’eau de mer et d’exploitation minière.
Basée en Algérie, Sonatrach est active dans plusieurs régions du monde :
L'entreprise emploie 41 204 salariés (120 000 avec ses filiales), génère 30 % du PNB de l'Algérie. Sonatrach est une compagnie nationale algérienne d'envergure internationale, et la clé de voûte de l’économie algérienne.
En 2005, sa production est de 232,3 millions de TEP, dont 11,7 % (24 millions de TEP) pour le marché intérieur.
En 2009, son chiffre d'affaires s'élevait à 77 milliards de dollars. Elle devance la filiale sud-africaine de l'assureur Old Mutual, classée deuxième. Sonatrach est le 12e groupe pétrolier au niveau mondial, le premier en Afrique et dans le Bassin méditerranéen, le 4e exportateur de GNL, le 3e exportateur de GPL et le 5e exportateur de gaz naturel.

### Gaz de schiste
Sonatrach effectue le premier forage exploratoire dans le Sud de l'Algérie, en décembre 2014. L'avant projet de loi sur les hydrocarbures ne mentionne pas l’exploitation du gaz de schiste qui est abandonné au profit des énergies renouvelables dont l'Algérie possède des potentiels immenses.

### Transport maritime

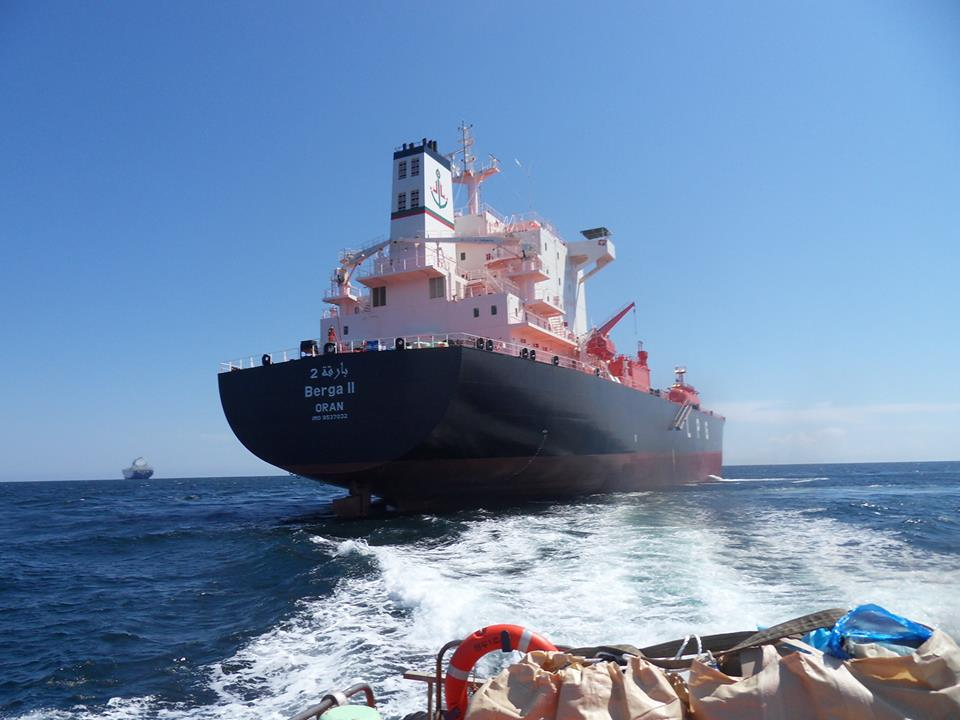
Le butanier GPL Berga II en 2017.

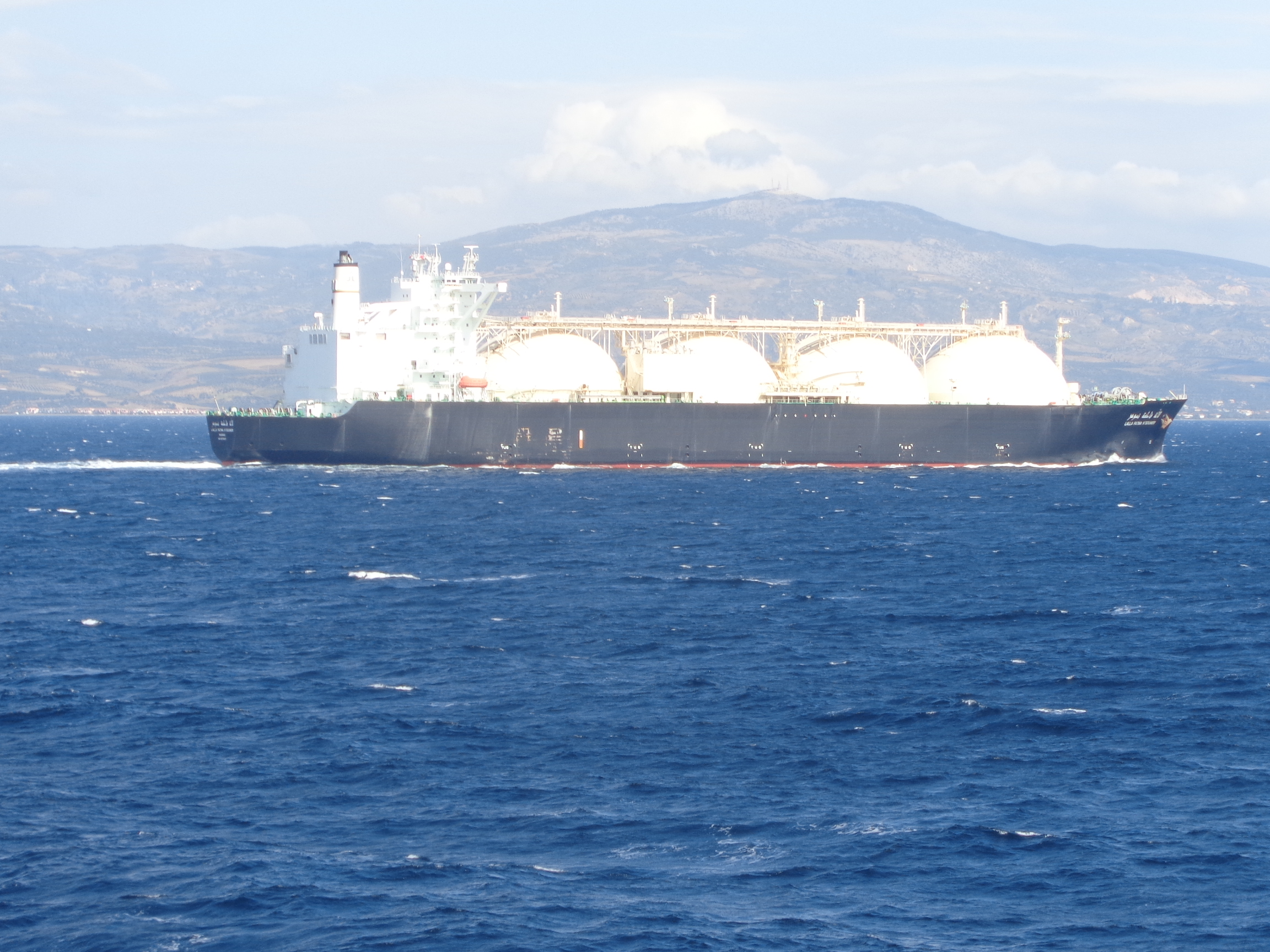
Le méthanier Lalla Fatma N'Soumer en 2014

Dans le domaine du transport maritime, via sa filiale Hyproc Shipping Company, Sonatrach participe à hauteur de 31 % de parts de marché dans l'exportation du GNL algérien et à hauteur de 24 % pour le GPL avec sa propre flotte.
Sonatrach investit depuis quelques années dans une flotte moderne de plusieurs navires (également pour l'affrètement d'autres compagnies de transport maritime) :
- Mesdar le premier VLCC (pétrolier géant, fabriqué en Chine sur le chantier naval de Nantong en dix mois, capacité de 2 millions de tonnes de pétrole brut, 300 m de long, 64,5 m de haut et 60 m de large) de la Sonatrach, commandé en 2005 et livré en 2008, pour un coût de 120 millions de US$, acheté en association avec le japonais Kawasaki[65] ;
- Reggane et Djanet, ses deux sister-ship, sont affrétés par EXMAR Shipping compagnie ;
- Alrar est le premier butanier GPL (navire transporteur de GPL) de dernière génération de la Sonatrach.

En tout, Sonatrach exploite 6 butaniers GPL d'une capacité totale qui approche les 400 000 m3. Un de leurs sister-ships, le Hassi Messaoud II est réceptionné en mars 2005.

### Énergie renouvelable
Le 11 mars 2017, la Sonatrach annonce qu'elle va participer au mega-projet solaire pour lequel le ministère de l'Énergie algérien a lancé un appel d'offres au début du mois de mars 2017. La direction signale qu'elle va devenir actionnaire à hauteur de 40 %. Un tel investissement dans ce projet permettra à la Sonatrach de récupérer d'importants volumes de gaz qui sont destinés à la production de l'électricité et de les réorienter vers l'exportation.

### SIPEX
Sipex (Sonatrach International Production and Exploration Corporation) est une filiale de Sonatrach présente dans plusieurs pays d'Afrique notamment au Mali, en Mauritanie, en Égypte, en Libye,, au Niger et en Amérique Latine (Pérou).
Le 1er juillet 2018, Sonatrach a nommé Youcef Ghazli pour diriger la division des investissements étrangers qui supervise tous les investissements en Europe.

## Gouvernance d'entreprise

### Direction de l'entreprise
Sonatrach est dirigée par un Président-Directeur général :
- Bélaïd Abdesselam (1963-1966)[74]
- Sid Ahmed Ghozali (1966-1979)[74]
- Youcef Yousfi (1985-1988)
- Sadek Boussena (1988-1989)
- Abdelhak Bouhafs (1989-1995)[74]
- Nazim Zouiouèche (1995-1997)[74]
- Abdelmadjid Attar (1997-2000)
- Abdelhak Bouhafs (2000-2001)
- Chakib Khelil (2001-2003)
- Mohamed Meziane (2003-2010)
- Nourredine Cherouati (2010-2011)
- Abdelhamid Zerguine (2011-2014)
- Saïd Sahnoun (2014-2015)
- Amine Mazouzi (2015-2017)
- Abdelmoumen Ould Kaddour (2017-2019)[75]
- Rachid Hachichi (avril-novembre 2019)[76]
- Kamel Eddine Chikhi (2019-2020)[77]
- Toufik Hakkar (février 2020-2023)[78]
- Rachid Hachichi (depuis 2 octobre 2023)[79]

## Identité visuelle (logo)
En mars 1967, Siné inventa le logo et proposa les couleurs (orange, rouge et noir) de la jeune entreprise .

Logo de Sonatrach depuis 1967

## Filiales
Sonatrach possède plusieurs filiales.

### ENSP
L'Entreprise nationale de services aux puits (ENSP), en arabe المؤسسة الوطنية لخدمات الأبار, est une entreprise parapétrolière algérienne créée en 1981 en tant que filiale de Sonatrach.

#### Histoire
L'ENSP a été créée en 1981 en tant que filiale de Sonatrach, la société nationale algérienne des hydrocarbures, à la suite d'une décision des pouvoirs publics. En 2006, la filiale était détenue à 51% par Sonatrach.

#### Activités
Les activités de l'ENSP couvrent un large spectre de services aux puits, allant de l'entretien quotidien des têtes de puits à la construction et à la cimentation des puits pour l'ensemble du groupe Sonatrach et ses associés.

#### Filiales
L'ENSP compte plusieurs filiales créées pour soutenir ses activités :
- HESP : Filiale établie en 1999 en partenariat avec Halliburton Energy Service, spécialisée dans les opérations de diagraphie dans les puits verticaux et horizontaux.
- BJSP : Société mixte fondée en 1986 en collaboration avec BJ Services, axée principalement sur la cimentation, la stimulation et le coiled tubing.
- BASP : Filiale créée en 2003 en collaboration avec Halliburton, spécialisée dans la conception, la fabrication et la régénération continues des fluides de forage pétroliers.
- MESP : Société mixte formée en 1998 par le groupement MESP en partenariat avec MEDES, une société italienne spécialisée dans le traitement des rejets pétroliers. L'ENSP détient 49% des actions de cette filiale, tandis que MEDES détient 51% du capital.

## Controverses
En 2009, le Département du renseignement et de la sécurité (DRS), lance une enquête sur Mohamed Meziane, alors P-DG de Sonatrach, ainsi que ses deux fils, deux de ses vice-présidents et une dizaine d'autres personnes ayant joué un rôle majeur dans les transactions de l'entreprise.
Le 10 février 2013, un communiqué du parquet général d'Alger indiquait que « à la suite des informations révélées par certains quotidiens d'information nationaux et étrangers quant à l'implication de personnalités algériennes dans des faits à caractère pénal et plus précisément de corruption, et ce, lors de l'exercice de leurs fonctions au sein des institutions de l'État, le parquet général près la cour d'Alger informe l'opinion publique que les faits ainsi révélés sont en relation avec l'information judiciaire déjà ouverte auprès du pôle pénal spécialisé de Sidi M'Hamed dans le cadre de l'affaire dite Sonatrach II ». Il précisait qu'il a, ce même jour, « requis le juge d'instruction chargé du dossier d’élargir le champ des investigations à ces faits nouveaux rapportés par les différents organes de presse ».